# إليجاه إدموند سبنسر
إليجاه إدموند سبنسر هو سياسي كندي، ولد في 19 أبريل 1846، وتوفي في 7 أغسطس 1919 بفريليسبيرغ في كندا. حزبياً، نشط في Conservative Party of Quebec (historical) ‏. وقد انتخب عضو الجمعية الوطنية في كيبك ‏.